# Élections présidentielles sous la Cinquième République en Vaucluse
Depuis l'adoption de la Constitution de la Cinquième République française en 1958, dix élections présidentielles ont eu lieu afin d'élire le président de la République. Cette page présente les résultats de ces élections dans le Vaucluse.

## Synthèse des résultats du second tour
Jusqu'en 1981, le Vaucluse vote plus au centre ou à gauche que la France, plaçant en particulier François Mitterrand en tête du second tour de 1974 (54,07 %), devant Valéry Giscard d'Estaing. Le département se droitise ensuite. En 2007, Nicolas Sarkozy (60,72 %) obtient 9,7 points de plus qu'au niveau national. En 2012, Nicolas Sarkozy (56,43 %) arrive très largement en tête devant François Hollande. En 2017, Emmanuel Macron obtient près de 13 points de moins qu'au niveau national, Marine Le Pen frôlant la barre des 50 % (46,55 %). En 2022, Marine Le Pen arrive en tête dans le département avec 52,00 % alors qu'Emmanuel Macron est élu niveau national.
| 2022 | Emmanuel Macron (48,00 %) (France : 58,55 %) | Marine Le Pen (52,00 %) (France : 48,55 %) | 74,06% (France : 71,99%) | 8,12% (France : 8,66%) |

| 2017 | Emmanuel Macron (53,45 %) (France : 66,10 %) | Marine Le Pen (46,55 %) (France : 33,90 %) | 76,61 % (France : 77,77 %) | 1,86 % (France : 2,47 %) |

| 2012 | François Hollande (43,57 %) (France : 51,64 %) | Nicolas Sarkozy (56,43 %) (France : 48,36 %) | 82,06 % (France : 80,35 %) | 1,74 % (France : 5,82 %) |

| 2007 | Nicolas Sarkozy (60,72 %) (France : 53,06 %) | Ségolène Royal (39,28 %) (France : 46,94 %) | 85,31 % (France : 83,97 %) | 1,28 % (France : 4,20 %) |

| 2002 | Jacques Chirac (70,36 %) (France : 82,21 %) | J.-M. Le Pen (29,64 %) (France : 17,79 %) | 75,56 % (France : 79,71 %) | 2,99 % (France : 3,38 %) |

| 1995 | Jacques Chirac (55,85 %) (France : 52,64 %) | Lionel Jospin (44,15 %) (France : 47,36 %) | 79,87 % (France : 78,38 %) | 2,78 % (France : 2,81 %) |

| 1988 | François Mitterrand (50,34 %) (France : 54,02 %) | Jacques Chirac (49,66 %) (France : 45,98 % %) | 83,87 % (France : 81,35 %) | 2,12 % (France : 2,00 %) |

| 1981 | François Mitterrand (54,24 %) (France : 51,76 %) | Valéry Giscard d'Estaing (45,76 %) (France : 48,24 %) | 83,24 % (France : 81,09 %) | 2,15 % (France : 1,62 %) |

| 1974 | Valéry Giscard d'Estaing (45,93 %) (France : 50,81 %) | François Mitterrand (54,07 %) (France : 49,19 %) | 86,26 % (France : 84,23 %) | 0,7 % (France : 0,92 %) |

| 1969 | Georges Pompidou (44,36 %) (France : 58,21 %) | Alain Poher (55,64 %) (France : 41,79 %) | 78,88 % (France : 77,59 %) | 2,05 % (France : 1,29 %) |

| 1965 | Charles de Gaulle (41,64 %) (France : 55,20 %) | François Mitterrand (58,36 %) (France : 44,80 %) | 86,34 % (France : 84,75 %) | 1,6 % (France : 1,01 %) |

|  | ▲ |

## Résultats détaillés par scrutin

### 2022
Arrivé en tête du premier tour, le président sortant Emmanuel Macron (27,85 %) affronte Marine Le Pen (23,15 %), un duel identique à celui du scrutin de 2017. C'est la deuxième fois qu'un second tour opposant les mêmes candidats à deux scrutins présidentiels consécutifs a lieu après ceux où se sont affrontés Valéry Giscard d'Estaing et François Mitterrand en 1974 et 1981.
En troisième position avec 21,95 % des voix, Jean-Luc Mélenchon réalise le score le plus élevé de ses trois candidatures et arrive largement en tête de la gauche, mais échoue à accéder au second tour, avec environ 400 000 voix de moins que Marine Le Pen.
Une nouvelle fois, les partis politiques traditionnels sont absents du second tour, dans des proportions encore plus importantes que lors de la précédente élection. Le Parti socialiste et Les Républicains, représentés respectivement par Anne Hidalgo et Valérie Pécresse, s'effondrent avec des scores historiquement faibles et n'atteignent pas le seuil des 5 %, condition permettant d'être remboursé des frais de campagne.
Pour la première fois, les candidatures classées à l'extrême droite dépassent le seuil de 30 % des suffrages exprimés au premier tour tandis que les sondages d'opinion laissent annoncer un duel serré face au président sortant, la possibilité d'une victoire pour Marine Le Pen étant pour la première fois envisagée par ceux-ci.
Le second tour voit Emmanuel Macron l'emporter par 58,55 % des suffrages exprimés, permettant ainsi au président sortant d'entamer un second mandat. Le septennat ayant été aboli en 2000, il devient ainsi le premier président de la République française à être réélu pour un deuxième quinquennat, le deuxième président de la Cinquième République réélu hors période de cohabitation et le quatrième président de la Cinquième République réélu
En Vaucluse, Marine Le Pen arrive en tête du premier tour avec 29,43 %, suivie de Emmanuel Macron (22,01 %), Jean-Luc Mélenchon (20,75%) et de Éric Zemmour (10,03%). Au second tour, les électeurs ont voté à 52,00 % pour Marine Le Pen contre 48,00 % pour Emmanuel Macron avec un taux de participation de 74,06 %.
| Candidats                | Candidats                | Partis                   | Premier tour | Premier tour | Second tour | Second tour |
| Candidats                | Candidats                | Partis                   | Voix         | %            | Voix        | %           |
| ------------------------ | ------------------------ | ------------------------ | ------------ | ------------ | ----------- | ----------- |
|                          | Marine Le Pen            | RN                       | 89 413       | 29,43        | 145 705     | 52,00       |
|                          | Emmanuel Macron          | LREM                     | 66 885       | 22,01        | 134 475     | 48,00       |
|                          | Jean-Luc Mélenchon       | LFI                      | 63 049       | 20,75        |             |             |
|                          | Éric Zemmour             | REC                      | 30 473       | 10,03        |             |             |
|                          | Yannick Jadot            | EELV                     | 12 128       | 3,99         |             |             |
|                          | Valérie Pécresse         | LR                       | 11 918       | 3,92         |             |             |
|                          | Jean Lassalle            | RES                      | 9 843        | 3,24         |             |             |
|                          | Nicolas Dupont-Aignan    | DLF                      | 6 896        | 2,27         |             |             |
|                          | Fabien Roussel           | PCF                      | 6 247        | 2,06         |             |             |
|                          | Anne Hidalgo             | PS                       | 3 769        | 1,24         |             |             |
|                          | Philippe Poutou          | NPA                      | 2 023        | 0,67         |             |             |
|                          | Nathalie Arthaud         | LO                       | 1 221        | 0,40         |             |             |
|                          |                          |                          |              |              |             |             |
| Votes valides            | Votes valides            | Votes valides            | 303 865      | 98,03        | 280 180     | 91,88       |
| Votes blancs             | Votes blancs             | Votes blancs             | 4 350        | 1,40         | 18 440      | 6,05        |
| Votes nuls               | Votes nuls               | Votes nuls               | 1 742        | 0,56         | 6 318       | 2,07        |
| Total                    | Total                    | Total                    | 309 957      | 100          | 304 938     | 100         |
| Abstention               | Abstention               | Abstention               | 101 650      | 24,70        | 106 789     | 25,94       |
| Inscrits / participation | Inscrits / participation | Inscrits / participation | 411 607      | 75,30        | 411 727     | 74,06       |

### 2017
Le premier tour de l'élection présidentielle de 2017 voit s'affronter onze candidats. Emmanuel Macron arrive en tête devant Marine Le Pen et tous deux se qualifient pour le second tour. Néanmoins, avec François Fillon et Jean-Luc Mélenchon, les scores des quatre candidats ayant recueilli le plus de voix sont serrés (4,43 points entre le 1er et le 4e). Pour la première fois, aucun des candidats des deux partis politiques pourvoyeurs jusque-là des présidents de la Ve République, n'est présent au second tour. Celui-ci se tient le dimanche 7 mai et se solde par la victoire d'Emmanuel Macron, avec un total de 20 753 798 bulletins de vote en sa faveur, soit 66,10 % des suffrages exprimés, face à la candidate du Front national, qui recueille 33,90 %. Le scrutin est néanmoins marqué par une forte abstention et par un record de votes blancs ou nuls.
En Vaucluse, Marine Le Pen arrive en tête du premier tour avec 30,53 % des exprimés, suivie de Jean-Luc Mélenchon (19,37 %), François Fillon (18,97 %), Emmanuel Macron (18,52 %) et Nicolas Dupont-Aignan (4,6 %). Au second tour, les électeurs ont voté à 53,45 % pour Emmanuel Macron contre 46,55 % pour Marine Le Pen avec un taux de participation de 76,61 % des inscrits.
|             | FN          | Marine Le Pen         | 95 930  | 30,53 %    | 127 113 | 46,55 %    |  |  |
|             | LFi         | Jean-Luc Mélenchon    | 60 852  | 19,37 %    |         |            |  |  |
|             | LR          | François Fillon       | 59 619  | 18,97 %    |         |            |  |  |
|             | EM          | Emmanuel Macron       | 58 208  | 18,52 %    | 145 965 | 53,45 %    |  |  |
|             | DlF         | Nicolas Dupont-Aignan | 14 452  | 4,6 %      |         |            |  |  |
|             | PS          | Benoît Hamon          | 13 553  | 4,31 %     |         |            |  |  |
|             | RES         | Jean Lassalle         | 3 989   | 1,27 %     |         |            |  |  |
|             | UPR         | François Asselineau   | 2 890   | 0,92 %     |         |            |  |  |
|             | NPA         | Philippe Poutou       | 2 804   | 0,89 %     |         |            |  |  |
|             | LO          | Nathalie Arthaud      | 1 388   | 0,44 %     |         |            |  |  |
|             | SeP         | Jacques Cheminade     | 543     | 0,17 %     |         |            |  |  |
|             |             |                       |         |            |         |            |  |  |
|             |             |                       | Nombre  | % inscrits | Nombre  | % inscrits |  |  |
| Inscrits    | Inscrits    | Inscrits              | 402 323 |            | 402 307 |            |  |  |
| Abstentions | Abstentions | Abstentions           | 80 602  | 20,03 %    | 94 108  | 23,39 %    |  |  |
| Votants     | Votants     | Votants               | 321 721 | 79,97 %    | 308 199 | 76,61 %    |  |  |
|             |             |                       |         |            |         |            |  |  |
|             |             |                       |         | % votants  |         | % votants  |  |  |
| Blancs      | Blancs      | Blancs                | 5 606   | 1,39 %     | 26 871  | 6,68 %     |  |  |
| Nuls        | Nuls        | Nuls                  | 1 887   | 0,47 %     | 8 250   | 2,05 %     |  |  |
| Exprimés    | Exprimés    | Exprimés              | 314 228 | 78,1 %     | 273 078 | 67,88 %    |  |  |

### 2012
Hollande, désigné par le PS à la suite d'une primaire ouverte, devance Sarkozy dès le premier tour de l'élection présidentielle de 2012 : c'est la première fois qu'un président sortant est ainsi devancé. Au second tour, Sarkozy est battu mais par un écart plus faible qu'attendu.
En Vaucluse, Nicolas Sarkozy arrive en tête du premier tour avec 27,45 % des exprimés, suivi de Marine Le Pen (27,03 %), François Fillon (22,33 %), Jean-Luc Mélenchon (11,15 %) et François Bayrou (6,73 %). Au second tour, les électeurs ont voté à 43,57 % pour François Hollande contre 56,43 % pour Nicolas Sarkozy avec un taux de participation de 82,24 % des inscrits.
|                | UMP            | Nicolas Sarkozy       | 85 898  | 27,45 %    | 168 758 | 56,43 %    |  |  |
|                | FN             | Marine Le Pen         | 84 585  | 27,03 %    |         |            |  |  |
|                | PS             | François Hollande     | 69 878  | 22,33 %    | 130 281 | 43,57 %    |  |  |
|                | FG             | Jean-Luc Mélenchon    | 34 879  | 11,15 %    |         |            |  |  |
|                | MoDem          | François Bayrou       | 21 070  | 6,73 %     |         |            |  |  |
|                | EELV           | Éva Joly              | 7 062   | 2,26 %     |         |            |  |  |
|                | DLF            | Nicolas Dupont-Aignan | 4 679   | 1,5 %      |         |            |  |  |
|                | NPA            | Philippe Poutou       | 2 981   | 0,95 %     |         |            |  |  |
|                | LO             | Nathalie Arthaud      | 1 207   | 0,39 %     |         |            |  |  |
|                | S&P            | Jacques Cheminade     | 650     | 0,21 %     |         |            |  |  |
|                |                |                       |         |            |         |            |  |  |
|                |                |                       | Nombre  | % inscrits | Nombre  | % inscrits |  |  |
| Inscrits       | Inscrits       | Inscrits              | 388 052 |            | 388 058 |            |  |  |
| Abstentions    | Abstentions    | Abstentions           | 69 617  | 17,94 %    | 68 933  | 17,76 %    |  |  |
| Votants        | Votants        | Votants               | 318 435 | 82,06 %    | 319 125 | 82,24 %    |  |  |
|                |                |                       |         |            |         |            |  |  |
|                |                |                       |         | % votants  |         | % votants  |  |  |
| Blancs ou nuls | Blancs ou nuls | Blancs ou nuls        | 5 546   | 1,74 %     | 20 086  | 6,29 %     |  |  |
| Exprimés       | Exprimés       | Exprimés              | 312 889 | 98,26 %    | 299 039 | 98,26 %    |  |  |

### 2007
Au premier tour de l'élection présidentielle de 2007, Sarkozy réussit à capter une partie des voix de Le Pen et arrive largement en tête. Royal est la première femme qualifiée pour le second tour d'une élection présidentielle. Elle est battue avec une avance de 6 points.
En Vaucluse, Nicolas Sarkozy arrive en tête du premier tour avec 32,63 % des exprimés, suivi de Ségolène Royal (21,45 %), Jean-Marie Le Pen (16,55 %), François Bayrou (15,46 %) et Olivier Besancenot (3,53 %). Au second tour, les électeurs ont voté à 60,72 % pour Nicolas Sarkozy contre 39,28 % pour Ségolène Royal avec un taux de participation de 85,84 % des inscrits.
|                | UMP            | Nicolas Sarkozy      | 101 853 | 32,63 %    | 184 714 | 60,72 %    |  |  |
|                | PS             | Ségolène Royal       | 66 955  | 21,45 %    | 119 516 | 39,28 %    |  |  |
|                | FN             | Jean-Marie Le Pen    | 51 648  | 16,55 %    |         |            |  |  |
|                | UDF            | François Bayrou      | 48 263  | 15,46 %    |         |            |  |  |
|                | LCR            | Olivier Besancenot   | 11 021  | 3,53 %     |         |            |  |  |
|                | MPF            | Philippe de Villiers | 9 068   | 2,91 %     |         |            |  |  |
|                | GPA            | Marie-George Buffet  | 5 564   | 1,78 %     |         |            |  |  |
|                | SE             | José Bové            | 5 149   | 1,65 %     |         |            |  |  |
|                | Les Verts      | Dominique Voynet     | 4 243   | 1,36 %     |         |            |  |  |
|                | CPNT           | Frédéric Nihous      | 4 010   | 1,28 %     |         |            |  |  |
|                | LO             | Arlette Laguiller    | 2 998   | 0,96 %     |         |            |  |  |
|                | CNRSP          | Gérard Schivardi     | 1 373   | 0,44 %     |         |            |  |  |
|                |                |                      |         |            |         |            |  |  |
|                |                |                      | Nombre  | % inscrits | Nombre  | % inscrits |  |  |
| Inscrits       | Inscrits       | Inscrits             | 370 625 |            | 370 704 |            |  |  |
| Abstentions    | Abstentions    | Abstentions          | 54 432  | 14,69 %    | 52 481  | 14,16 %    |  |  |
| Votants        | Votants        | Votants              | 316 193 | 85,31 %    | 318 223 | 85,84 %    |  |  |
|                |                |                      |         |            |         |            |  |  |
|                |                |                      |         | % votants  |         | % votants  |  |  |
| Blancs ou nuls | Blancs ou nuls | Blancs ou nuls       | 4 048   | 1,28 %     | 13 993  | 4,4 %      |  |  |
| Exprimés       | Exprimés       | Exprimés             | 312 145 | 98,72 %    | 304 230 | 95,6 %     |  |  |

### 2002
Après cinq années de cohabitation, un duel est attendu entre Chirac et le Premier ministre Jospin lors de l'élection présidentielle de 2002, mais, à la surprise générale, ce dernier est devancé par Le Pen au premier tour. Au second tour, Chirac bénéficie du ralliement de la gauche et reçoit un score sans précédent. Il s'agit de la première élection pour un mandat de cinq ans et non plus sept.
En Vaucluse, Jean-Marie  Le Pen arrive en tête du premier tour avec 25,8 % des exprimés, suivi de Jacques  Chirac (16,68 %), Lionel  Jospin (12,58 %), Jean  Saint-Josse (6,02 %) et François Bayrou (5,68 %). Au second tour, les électeurs ont voté à 70,36 % pour Jacques  Chirac contre 29,64 % pour Jean-Marie  Le Pen avec un taux de participation de 82,07 % des inscrits.
|                | FN             | Jean-Marie Le Pen       | 64 838  | 25,8 %     | 78 601  | 29,64 %    |  |  |
|                | RPR            | Jacques Chirac          | 41 935  | 16,68 %    | 186 546 | 70,36 %    |  |  |
|                | PS             | Lionel Jospin           | 31 613  | 12,58 %    |         |            |  |  |
|                | CPNT           | Jean Saint-Josse        | 15 129  | 6,02 %     |         |            |  |  |
|                | UDF            | François Bayrou         | 14 271  | 5,68 %     |         |            |  |  |
|                | MC             | Jean-Pierre Chevènement | 12 191  | 4,85 %     |         |            |  |  |
|                | Les Verts      | Noël Mamère             | 11 891  | 4,73 %     |         |            |  |  |
|                | LO             | Arlette Laguiller       | 11 274  | 4,49 %     |         |            |  |  |
|                | MNR            | Bruno Mégret            | 9 924   | 3,95 %     |         |            |  |  |
|                | LCR            | Olivier Besancenot      | 9 313   | 3,71 %     |         |            |  |  |
|                | DL             | Alain Madelin           | 9 027   | 3,59 %     |         |            |  |  |
|                | PC             | Robert Hue              | 7 730   | 3,08 %     |         |            |  |  |
|                | PRG            | Christiane Taubira      | 4 481   | 1,78 %     |         |            |  |  |
|                | Cap21          | Corinne Lepage          | 4 350   | 1,73 %     |         |            |  |  |
|                | FRS            | Christine Boutin        | 2 319   | 0,92 %     |         |            |  |  |
|                | PT             | Daniel Gluckstein       | 1 061   | 0,42 %     |         |            |  |  |
|                |                |                         |         |            |         |            |  |  |
|                |                |                         | Nombre  | % inscrits | Nombre  | % inscrits |  |  |
| Inscrits       | Inscrits       | Inscrits                | 342 882 |            | 342 824 |            |  |  |
| Abstentions    | Abstentions    | Abstentions             | 83 787  | 24,44 %    | 61 478  | 17,93 %    |  |  |
| Votants        | Votants        | Votants                 | 259 095 | 75,56 %    | 281 346 | 82,07 %    |  |  |
|                |                |                         |         |            |         |            |  |  |
|                |                |                         |         | % votants  |         | % votants  |  |  |
| Blancs ou nuls | Blancs ou nuls | Blancs ou nuls          | 7 748   | 2,99 %     | 16 199  | 5,76 %     |  |  |
| Exprimés       | Exprimés       | Exprimés                | 251 347 | 97,01 %    | 265 147 | 94,24 %    |  |  |

### 1995
Après une nouvelle cohabitation et alors que la droite est particulièrement divisée entre Chirac et le Premier ministre Balladur, Jospin réussit à arriver en tête au premier tour de l'élection présidentielle de 1995, malgré la très lourde défaite de la gauche aux législatives de 1993. Au second tour, il est battu par Chirac.
En Vaucluse, Jean-Marie Le Pen arrive en tête du premier tour avec 23,12 % des exprimés, suivi de Lionel Jospin (20,27 %), Édouard Balladur (17,79 %), Jacques Chirac (16,67 %) et Robert Hue (8,55 %). Au second tour, les électeurs ont voté à 55,85 % pour Jacques Chirac contre 44,15 % pour Lionel Jospin avec un taux de participation de 81,05 % des inscrits.
|                | FN             | Jean-Marie Le Pen    | 58 402  | 23,12 %    |         |            |  |  |
|                | PS             | Lionel Jospin        | 51 215  | 20,27 %    | 106 977 | 44,15 %    |  |  |
|                | RPR            | Édouard Balladur     | 44 945  | 17,79 %    |         |            |  |  |
|                | RPR            | Jacques Chirac       | 42 121  | 16,67 %    | 135 336 | 55,85 %    |  |  |
|                | PC             | Robert Hue           | 21 603  | 8,55 %     |         |            |  |  |
|                | MPF            | Philippe de Villiers | 13 534  | 5,36 %     |         |            |  |  |
|                | LO             | Arlette Laguiller    | 11 793  | 4,67 %     |         |            |  |  |
|                | Les Verts      | Dominique Voynet     | 8 343   | 3,3 %      |         |            |  |  |
|                | S&P            | Jacques Cheminade    | 694     | 0,27 %     |         |            |  |  |
|                |                |                      |         |            |         |            |  |  |
|                |                |                      | Nombre  | % inscrits | Nombre  | % inscrits |  |  |
| Inscrits       | Inscrits       | Inscrits             | 325 377 |            | 325 230 |            |  |  |
| Abstentions    | Abstentions    | Abstentions          | 65 507  | 20,13 %    | 61 640  | 18,95 %    |  |  |
| Votants        | Votants        | Votants              | 259 870 | 79,87 %    | 263 590 | 81,05 %    |  |  |
|                |                |                      |         |            |         |            |  |  |
|                |                |                      |         | % votants  |         | % votants  |  |  |
| Blancs ou nuls | Blancs ou nuls | Blancs ou nuls       | 7 220   | 2,78 %     | 21 277  | 8,07 %     |  |  |
| Exprimés       | Exprimés       | Exprimés             | 252 650 | 97,22 %    | 242 313 | 91,93 %    |  |  |

### 1988
Après deux ans de cohabitation, Mitterrand affronte le Premier ministre Chirac lors de l'élection présidentielle de 1988. Le Pen obtient au premier tour un score jusque-là sans précédent pour un parti d'extrême droite. Au second tour, Mitterrand est facilement réélu.
En Vaucluse, François Mitterrand arrive en tête du premier tour avec 29,42 % des exprimés, suivi de Jean-Marie Le Pen (23,12 %), Jacques Chirac (16,73 %), Raymond Barre (15,18 %) et André Lajoinie (7,83 %). Au second tour, les électeurs ont voté à 50,34 % pour François Mitterrand contre 49,66 % pour Jacques Chirac avec un taux de participation de 85,98 % des inscrits.
|                | PS                    | François Mitterrand | 73 445  | 29,42 %    | 125 511 | 50,34 %    |  |  |
|                | FN                    | Jean-Marie Le Pen   | 57 724  | 23,12 %    |         |            |  |  |
|                | RPR                   | Jacques Chirac      | 41 769  | 16,73 %    | 123 816 | 49,66 %    |  |  |
|                | SE                    | Raymond Barre       | 37 911  | 15,18 %    |         |            |  |  |
|                | PC                    | André Lajoinie      | 19 551  | 7,83 %     |         |            |  |  |
|                | Les Verts             | Antoine Waechter    | 9 240   | 3,7 %      |         |            |  |  |
|                | Communiste rénovateur | Pierre Juquin       | 5 086   | 2,04 %     |         |            |  |  |
|                | LO                    | Arlette Laguiller   | 3 954   | 1,58 %     |         |            |  |  |
|                | MPT                   | Pierre Boussel      | 1 002   | 0,4 %      |         |            |  |  |
|                |                       |                     |         |            |         |            |  |  |
|                |                       |                     | Nombre  | % inscrits | Nombre  | % inscrits |  |  |
| Inscrits       | Inscrits              | Inscrits            | 304 161 |            | 304 082 |            |  |  |
| Abstentions    | Abstentions           | Abstentions         | 49 072  | 16,13 %    | 42 632  | 14,02 %    |  |  |
| Votants        | Votants               | Votants             | 255 089 | 83,87 %    | 261 450 | 85,98 %    |  |  |
|                |                       |                     |         |            |         |            |  |  |
|                |                       |                     |         | % votants  |         | % votants  |  |  |
| Blancs ou nuls | Blancs ou nuls        | Blancs ou nuls      | 5 407   | 2,12 %     | 12 123  | 4,64 %     |  |  |
| Exprimés       | Exprimés              | Exprimés            | 249 682 | 97,88 %    | 249 327 | 95,36 %    |  |  |

### 1981
Lors de l'élection présidentielle de 1981, Giscard d'Estaing arrive en tête au premier tour et affronte, comme la fois précédente, Mitterrand. Pour la première fois, un président sortant est battu : Mitterrand devient le premier président de gauche de la Ve République.
En Vaucluse, Valéry Giscard d'Estaing arrive en tête du premier tour avec 26,8 % des exprimés, suivi de François Mitterrand (25,87 %), Georges Marchais (19,04 %), Jacques Chirac (16,26 %) et Brice Lalonde (4,19 %). Au second tour, les électeurs ont voté à 54,07 % pour François Mitterrand contre 45,76 % pour Valéry Giscard d'Estaing avec un taux de participation de 86,77 % des inscrits.
|                | UDF            | Valéry Giscard d'Estaing | 59 495  | 26,8 %     | 105 770 | 45,76 %    |  |  |
|                | PS             | François Mitterrand      | 57 430  | 25,87 %    | 125 347 | 54,24 %    |  |  |
|                | PC             | Georges Marchais         | 42 264  | 19,04 %    |         |            |  |  |
|                | RPR            | Jacques Chirac           | 36 103  | 16,26 %    |         |            |  |  |
|                | MEP            | Brice Lalonde            | 9 306   | 4,19 %     |         |            |  |  |
|                | LO             | Arlette Laguiller        | 4 719   | 2,13 %     |         |            |  |  |
|                | MRG            | Michel Crépeau           | 4 202   | 1,89 %     |         |            |  |  |
|                | Divers droite  | Marie-France Garaud      | 3 270   | 1,47 %     |         |            |  |  |
|                | Divers droite  | Michel Debré             | 3 248   | 1,46 %     |         |            |  |  |
|                | PSU            | Huguette Bouchardeau     | 1 996   | 0,9 %      |         |            |  |  |
|                |                |                          |         |            |         |            |  |  |
|                |                |                          | Nombre  | % inscrits | Nombre  | % inscrits |  |  |
| Inscrits       | Inscrits       | Inscrits                 | 272 600 |            | 275 549 |            |  |  |
| Abstentions    | Abstentions    | Abstentions              | 45 684  | 16,76 %    | 36 467  | 13,23 %    |  |  |
| Votants        | Votants        | Votants                  | 226 916 | 83,24 %    | 239 082 | 86,77 %    |  |  |
|                |                |                          |         |            |         |            |  |  |
|                |                |                          |         | % votants  |         | % votants  |  |  |
| Blancs ou nuls | Blancs ou nuls | Blancs ou nuls           | 4 883   | 2,15 %     | 7 965   | 3,33 %     |  |  |
| Exprimés       | Exprimés       | Exprimés                 | 222 033 | 97,85 %    | 231 117 | 96,67 %    |  |  |

### 1974
L'élection présidentielle de 1974 est une élection anticipée à la suite de la mort de Pompidou. Mitterrand, candidat unique de la gauche, est largement en tête au premier tour devant Giscard d'Estaing, qui distance lui-même Chaban-Delmas. Au terme d'une campagne animée, marquée par un débat télévisé tendu, Giscard d'Estaing l'emporte avec une très courte avance.
En Vaucluse, François Mitterrand arrive en tête du premier tour avec 48,05 % des exprimés, suivi de Valéry Giscard d'Estaing (29,83 %), Jacques Chaban-Delmas (13,29 %), Arlette Laguiller (2,48 %) et Jean Royer (2,07 %). Au second tour, les électeurs ont voté à 54,07 % pour François Mitterrand contre 45,93 % pour Valéry Giscard d'Estaing avec un taux de participation de 89,9 % des inscrits.
|                | PS             | François Mitterrand      | 89 469  | 48,05 %    | 103 796 | 54,07 %    |  |  |
|                | RI             | Valéry Giscard d'Estaing | 55 551  | 29,83 %    | 88 176  | 45,93 %    |  |  |
|                | UDR            | Jacques Chaban-Delmas    | 24 743  | 13,29 %    |         |            |  |  |
|                | LO             | Arlette Laguiller        | 4 611   | 2,48 %     |         |            |  |  |
|                | SE             | Jean Royer               | 3 848   | 2,07 %     |         |            |  |  |
|                | SE, écologiste | René Dumont              | 2 789   | 1,5 %      |         |            |  |  |
|                | FN             | Jean-Marie Le Pen        | 2 203   | 1,18 %     |         |            |  |  |
|                | MDSF           | Émile Muller             | 999     | 0,54 %     |         |            |  |  |
|                | FCR            | Alain Krivine            | 913     | 0,49 %     |         |            |  |  |
|                | NAR            | Bertrand Renouvin        | 518     | 0,28 %     |         |            |  |  |
|                | MFE            | Jean-Claude Sebag        | 403     | 0,22 %     |         |            |  |  |
|                |                |                          |         |            |         |            |  |  |
|                |                |                          | Nombre  | % inscrits | Nombre  | % inscrits |  |  |
| Inscrits       | Inscrits       | Inscrits                 | 217 401 |            | 217 231 |            |  |  |
| Abstentions    | Abstentions    | Abstentions              | 29 876  | 13,74 %    | 21 935  | 10,1 %     |  |  |
| Votants        | Votants        | Votants                  | 187 525 | 86,26 %    | 195 296 | 89,9 %     |  |  |
|                |                |                          |         |            |         |            |  |  |
|                |                |                          |         | % votants  |         | % votants  |  |  |
| Blancs ou nuls | Blancs ou nuls | Blancs ou nuls           | 1 315   | 0,7 %      | 3 324   | 1,7 %      |  |  |
| Exprimés       | Exprimés       | Exprimés                 | 186 210 | 99,3 %     | 191 972 | 98,3 %     |  |  |

### 1969
L'élection présidentielle de 1969 est une élection anticipée à la suite de la démission de De Gaulle. La gauche se lance désunie dans la course et, bien que Duclos (PCF) manque de le devancer, c'est le président par intérim Poher qui accède au second tour face à l'ex-Premier ministre Pompidou. Alors que Duclos refuse d'appeler à voter au second tour pour « bonnet blanc ou blanc bonnet », Pompidou est finalement largement élu.
En Vaucluse, Georges Pompidou arrive en tête du premier tour avec 34,56 % des exprimés, suivi de Alain Poher (27,73 %), Jacques Duclos (24,57 %), Gaston Defferre (6,68 %) et Michel Rocard (3,57 %). Au second tour, les électeurs ont voté à 55,64 % pour Alain Poher contre 44,36 % pour Georges Pompidou avec un taux de participation de 75,04 % des inscrits.
|                | UDR            | Georges Pompidou | 54 425  | 34,56 %    | 62 595  | 44,36 %    |  |  |
|                | CD             | Alain Poher      | 43 680  | 27,73 %    | 78 497  | 55,64 %    |  |  |
|                | PC             | Jacques Duclos   | 38 698  | 24,57 %    |         |            |  |  |
|                | SFIO           | Gaston Defferre  | 10 521  | 6,68 %     |         |            |  |  |
|                | PSU            | Michel Rocard    | 5 628   | 3,57 %     |         |            |  |  |
|                | SE             | Louis Ducatel    | 2 728   | 1,73 %     |         |            |  |  |
|                | LC             | Alain Krivine    | 1 817   | 1,15 %     |         |            |  |  |
|                |                |                  |         |            |         |            |  |  |
|                |                |                  | Nombre  | % inscrits | Nombre  | % inscrits |  |  |
| Inscrits       | Inscrits       | Inscrits         | 203 853 |            | 203 577 |            |  |  |
| Abstentions    | Abstentions    | Abstentions      | 43 062  | 21,12 %    | 50 809  | 24,96 %    |  |  |
| Votants        | Votants        | Votants          | 160 791 | 78,88 %    | 152 768 | 75,04 %    |  |  |
|                |                |                  |         |            |         |            |  |  |
|                |                |                  |         | % votants  |         | % votants  |  |  |
| Blancs ou nuls | Blancs ou nuls | Blancs ou nuls   | 3 294   | 2,05 %     | 11 676  | 7,64 %     |  |  |
| Exprimés       | Exprimés       | Exprimés         | 157 497 | 97,95 %    | 141 092 | 92,36 %    |  |  |

### 1965
L'élection présidentielle de 1965 est la première élection au suffrage universel direct à la suite du référendum d'octobre 1962. De Gaulle est mis en ballottage, à la surprise générale, par Mitterrand, candidat unique de la gauche. La campagne du second tour est axée sur l'Europe et les relations internationales ainsi que sur l'armement nucléaire. De Gaulle est finalement réélu avec une large avance.
En Vaucluse, François Mitterrand arrive en tête du premier tour avec 38,19 % des exprimés, suivi de Charles de Gaulle (32,65 %), Jean Lecanuet (12,99 %), Jean-Louis Tixier-Vignancour (12,18 %) et Pierre Marcilhacy (2,36 %). Au second tour, les électeurs ont voté à 58,36 % pour François Mitterrand contre 41,64 % pour Charles de Gaulle avec un taux de participation de 86,06 % des inscrits.
|                | CIR            | François Mitterrand          | 63 053  | 38,19 %    | 94 319  | 58,36 %    |  |  |
|                | UNR            | Charles de Gaulle            | 53 899  | 32,65 %    | 67 299  | 41,64 %    |  |  |
|                | MRP            | Jean Lecanuet                | 21 452  | 12,99 %    |         |            |  |  |
|                | SE             | Jean-Louis Tixier-Vignancour | 20 108  | 12,18 %    |         |            |  |  |
|                | PLE            | Pierre Marcilhacy            | 3 892   | 2,36 %     |         |            |  |  |
|                | SE             | Marcel Barbu                 | 2 697   | 1,63 %     |         |            |  |  |
|                |                |                              |         |            |         |            |  |  |
|                |                |                              | Nombre  | % inscrits | Nombre  | % inscrits |  |  |
| Inscrits       | Inscrits       | Inscrits                     | 194 343 |            | 194 235 |            |  |  |
| Abstentions    | Abstentions    | Abstentions                  | 26 551  | 13,66 %    | 27 083  | 13,94 %    |  |  |
| Votants        | Votants        | Votants                      | 167 792 | 86,34 %    | 167 152 | 86,06 %    |  |  |
|                |                |                              |         |            |         |            |  |  |
|                |                |                              |         | % votants  |         | % votants  |  |  |
| Blancs ou nuls | Blancs ou nuls | Blancs ou nuls               | 2 691   | 1,6 %      | 5 534   | 3,31 %     |  |  |
| Exprimés       | Exprimés       | Exprimés                     | 165 101 | 98,4 %     | 161 618 | 96,69 %    |  |  |